# Dolichopus atratus
Dolichopus atratus är en tvåvingeart som beskrevs av Johann Wilhelm Meigen 1824. Dolichopus atratus ingår i släktet Dolichopus och familjen styltflugor. Arten har ej påträffats i Sverige. Inga underarter finns listade i Catalogue of Life.